# Charly (tổng)
Tổng Charly-sur-Marne là một tổng ở tỉnh Aisne trong vùng Hauts-de-France.

## Địa lý
Tổng này được tổ chức xung quanh Charly-sur-Marne thuộc quận Château-Thierry. Độ cao thay đổi từ 54 m (Crouttes-sur-Marne) đến 222 m (Nogent-l'Artaud) với độ cao trung bình 121 m.

## Hành chính
| Giai đoạn | Ủy viên        | Đảng | Tư cách |
| --------- | -------------- | ---- | ------- |
| 2008-2014 | Georges Fourré | DVG  |         |
| 2001-2008 | Renaud Dutreil | UDF  | Député  |

## Các đơn vị cấp dưới
Tổng Charly gồm 19 xã với dân số là 13 712 người (điều tra năm 1999, dân số không tính trùng)
| Xã                    | Dân số | Mã bưu chính | Mã insee |
| --------------------- | ------ | ------------ | -------- |
| Bézu-le-Guéry         | 204    | 2310         | 02084    |
| La Chapelle-sur-Chézy | 218    | 2570         | 02162    |
| Charly-sur-Marne      | 2 769  | 2310         | 02163    |
| Chézy-sur-Marne       | 1 323  | 2570         | 02186    |
| Coupru                | 144    | 2310         | 02221    |
| Crouttes-sur-Marne    | 628    | 2310         | 02242    |
| Domptin               | 530    | 2310         | 02268    |
| L'Épine-aux-Bois      | 231    | 2540         | 02281    |
| Essises               | 370    | 2570         | 02289    |
| Lucy-le-Bocage        | 166    | 2400         | 02443    |
| Montfaucon            | 165    | 2540         | 02505    |
| Montreuil-aux-Lions   | 1 197  | 2310         | 02521    |
| Nogent-l'Artaud       | 2 049  | 2310         | 02555    |
| Pavant                | 753    | 2310         | 02596    |
| Romeny-sur-Marne      | 419    | 2310         | 02653    |
| Saulchery             | 661    | 2310         | 02701    |
| Vendières             | 123    | 2540         | 02777    |
| Viels-Maisons         | 962    | 2540         | 02798    |
| Villiers-Saint-Denis  | 842    | 2310         | 02818    |

## Biến động dân số
| 1962                                                     | 1968  | 1975  | 1982   | 1990   | 1999   |
| -------------------------------------------------------- | ----- | ----- | ------ | ------ | ------ |
| 8 846                                                    | 9 551 | 9 803 | 10 884 | 12 405 | 13 712 |
| Nombre retenu à partir de 1962 : dân số không tính trùng |       |       |        |        |        |